# Ligament inter-épineux

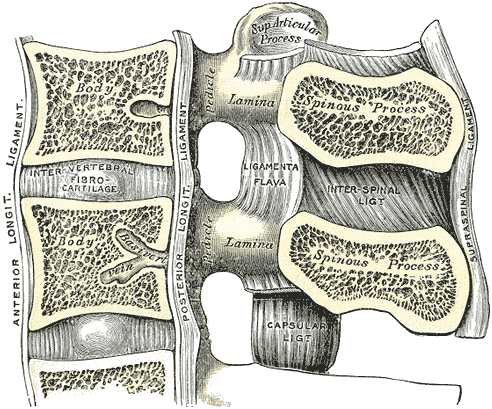
Ligament inter-épineux

Les ligaments inter-épineux sont les ligaments qui relient les processus épineux des vertèbres adjacentes,, et constituent une jointure fibreuse entre les vertèbres.
Ils unissent le bord supérieur du processus épineux d'une vertèbre au bord inférieur du processus épineux de la vertèbre sus-jacente.
Ils sont en rapport avec les ligaments jaunes en avant et se confondent avec le ligament supra-spinal en arrière.
Les ligaments sont étroits et allongés dans la région thoracique, plus larges, plus épais et de forme quadrilataire dans la région lombaire, et peu développés dans la région cervicale.
Au niveau des vertèbres cervicales, ils sont souvent considérés comme faisant partie du ligament nuchal.
Leur rôle est de limiter la flexion de la colonne vertébrale.